# عین فتاح
عین فتاح (به عربی: عين فتاح) یک شهرداری در الجزایر است که در استان تلمسان واقع شده‌است.
 عین فتاح  ۷٬۳۵۲ نفر جمعیت دارد.